# Гай Сервилий Структ Ахала (консул 478 пр.н.е.)
Вижте пояснителната страница за други личности с името Гай Сервилий Структ Ахала.
Гай Сервилий Структ Ахала (на латински: Gaius Servilius Structus Ahala) e политик на ранната Римска република през 5 век пр.н.е. Произлиза от клон Ахала на патрицианската фамилия Сервилии.
През 478 пр.н.е. той е консул заедно с колега Луций Емилий Мамерк. През тази година Рим сключва мир с Вейи.